# De Mérés problem
De Mérés problem är ett antal frågor rörande hasardspel, vilka ställdes av Antoine Gombaud, kallad Chevalier de Méré, på 1600-talet. Problemen har en historisk betydelse genom att de initierade och gav upphov till det, som senare kom att benämnas sannolikhetsteori och avhandlades i en brevväxling mellan Blaise Pascal och Pierre de Fermat.
De Méré ställde, bland andra, två frågor: 
- A. Är det gynnsamt att, vid jämna odds, slå vad om att man vid fyra kast med en tärning får minst en sexa?
- B. Är det gynnsamt att, vid jämna odds, slå vad om att man vid 24 kast med två tärningar får minst två sexor?

I det första fallet blir sannolikheten för minst en sexa {\displaystyle =1-({5 \over 6})^{4}} ≈ {\displaystyle 0.5177}. 
I det andra fallet blir sannolikheten för minst två sexor {\displaystyle =1-({35 \over 36})^{24}} ≈ {\displaystyle 0.4914}.
Den första frågan kan således besvaras jakande, men inte den andra.
Problemen formulerades av Antoine Gombaud och löstes av honom själv, Blaise Pascal och Pierre de Fermat år 1654.
Ytterligare ett av de Mérés problem var gammalt och välkänt, men hade aldrig blivit löst, det så kallade, "Problème des parties": Hur skall man fördela prissumman, om man är tvungen att avbryta ett spel innan det är slutfört och de deltagande bara har delpoäng?
Pascal ansåg att det belopp, som var och en av spelarna gjort sig förtjänt av skulle bero på dessas sannolikhet att vinna spelet, om det hade fullföljts.